# داود پرهیزگار
داوود پرهیزکار متولد ۱۳۳۹ مدیر ارشد اجرایی ایرانی است، که در دولت دوازدهم به عنوان معاون وزیر راه و شهرسازی (عباس آخوندی) و رئیس سازمان هواشناسی کشور فعالیت می‌کرد. وی دانش‌آموخته دکتری هواشناسی از دانشگاه آزاد است و پیشتر در سمت‌هایی چون مدیرکل پیش‌بینی، معاون پژوهشی آموزشی و معاون فنّی عملیاتی سازمان هواشناسی، و همچنین مدرس پژوهشکده هواشناسی و علوم جو، فعالیت داشته‌است. پرهیزکار از سال ۱۳۹۲ تا ۱۳۹۷ ریاست سازمان هواشناسی کشور را برعهده داشت. داود پرهیزکار طی بازدید از استان خراسان جنوبی، در تاریخ ۷ اسفند ۱۳۹۷ توسط وزیر وقت راه و شهرسازی محمد اسلامی در حالی که در مأموریت به سر می‌برد از سمت خود بر کنار شد و سحر تاجبخش مسلمان به عنوان رئیس سازمان منصوب و جایگزین او گردید. پرهیزکار نیز با درخواست شخصی و پس از ۳۲ سال خدمت بازنشسته گردید.
وی در نطقی جنجالی و پس از توفان بی‌سابقهٔ تهران در اردیبهشت ۱۳۹۳ در مجلس شورای اسلامی برای اولین بار بحث پارازیتها را از یک تریبون رسمی مطرح کرد و عنوان نمود که رادار هواشناسی پایتخت احتمالا به دلیل امواج پارازیت دارای نویز است و این موضوع یک سوم تصاویر هواشناسی این شهر را نامفهوم کرده‌است.
او در طول فعالیّت خود بارها با تأکید بر اینکه بارورسازی ابرها تأثیر چندانی بر جبران کم‌بارشی و خشکسالی کشور ندارد، نسبت به خطرات ناشی از بارورسازی در ایران هشدار داد.

## اقدامات مهم
- طرح توسعه هواشناسی کاربردی (تهک) اولین بار در ایران ازسوی او مطرح شده‌است. پرهیزگار جذب و آموزش نیروی انسانی توانمند را یک ضرورت می‌داند. وی بر این باور است که هواشناسی یک سازمان بنیادی، علمی و حاکمیتی است و با فعال شدن آن بسیاری از سازمان‌ها و وزارتخانه‌های دیگر مانندِ وزارت جهاد کشاورزی، وزارت نیرو، وزارت کشور عملیاتی‌تر می‌شوند و تقریباً هیچ جایی در کشور نیست که به اطلاعات هواشناسی نیاز نداشته باشد.[۶]
- طراحی، ساخت و اجرای مدل جهانی گردش کلی جوّ، با همکاری دانشگاه تهران. این دانش هم‌اکنون در اختیار معدود کشورهای پیشرفته جهان است.
- با تجهیز سازمان هواشناسی به سوپرکامپیوتری با توان ۱۴ تِرافلاپس، امکان اجرای مُدلهای بیشتری میسّر شد و به دنبالهٔ آن سازمان هواشناسی ساخت مدل جهانی را در دستور کار قرار داد.
- تهک، ارتباط دو سویه با کاربر نهایی است، که خدمات مورد نیاز را به شکل مستقیم در اختیار آنها قرار می‌دهد. این طرح در سال زراعی ۹۶–۹۷، در ۲۱ استان اجرا و بیش از ۱۵۰۰ میلیارد تومان ارزش افزوده در حوزهٔ کشاورزی ایجاد کرد.